# René Toft Hansen
René Toft Hansen (* 1. November 1984 in Rybjerg, Skive Kommune) ist ein ehemaliger dänischer Handballspieler.

## Karriere

### Verein
Der 2,00 Meter große und 105 Kilogramm schwere Kreisläufer spielte in seiner Jugend bei HRH 74 Roslev und Skive fH. Im Seniorenbereich kam er über HF Mors und den Viborg HK im Jahr 2007 zu KIF Kolding. Mit Kolding spielte er 2007/08 und 2008/09 im Europapokal der Pokalsieger sowie in der Saison 2009/10 in der EHF Champions League. 2009 wurde er dänischer Meister.
Am 1. Juli 2010 wechselte Hansen zur AG København. Dort gewann er 2011 und 2012 die Meisterschaft in der dänischen Håndboldligaen. In der Champions-League-Saison 2011/12 scheiterte er mit seinem Team erst im Halbfinale an Atlético Madrid.
Seit dem Sommer 2012 lief René Toft Hansen für den deutschen Spitzenverein THW Kiel auf, mit dem er 2013 und 2017 den DHB-Pokal sowie 2013, 2014 und 2015 die deutsche Meisterschaft gewann. Nach dem Abgang von Filip Jícha war er der neue Mannschaftskapitän des THW Kiel, dieses Amt gab er jedoch zur Saison 2016/17 auf eigenen Wunsch an Domagoj Duvnjak ab.
Im Sommer 2018 wechselte er zum ungarischen Verein KC Veszprém, mit dem er 2019 die ungarische Meisterschaft gewann. Nachdem er in der Saison 2019/20 beim portugiesischen Verein Benfica Lissabon spielte, wechselte er im Sommer 2020 zum dänischen Club Bjerringbro-Silkeborg. Nach der Saison 2024/25 beendete er seine Karriere.

### Nationalmannschaft
René Toft Hansen gab sein Debüt in der Dänischen Nationalmannschaft am 7. September 2005 beim Spiel gegen Norwegen. Bisher hat er 147 Länderspiele bestritten. Bei der Weltmeisterschaft 2011 in Schweden gewann er mit den Dänen die Silbermedaille, ehe er 2012 in Serbien mit Dänemark die Europameisterschaft gewann. Im Sommer 2012 nahm er an den Olympischen Spielen in London teil. 2013 wurde er mit Dänemark erneut Vize-Weltmeister. Bei der Europameisterschaft 2014 im eigenen Land wurde er Vize-Europameister. Bei den Olympischen Spielen 2016 in Rio de Janeiro gewann er die Goldmedaille. Bei der Weltmeisterschaft 2019 wurde er Weltmeister.

## Privates
René Toft Hansen hat zwei Brüder und zwei Schwestern. Sein Bruder Henrik spielte bis Saisonende 2023 Handball beim französischen Erstligisten Paris Saint-Germain, Allan (* 1996) beim dänischen Erstligisten Mors-Thy Håndbold. Seine Schwester Majbritt (* 1993) spielt in der dänischen Liga bei Viborg HK, die jüngste, Jeanette (* 2000), bei Aarhus United. Bis auf Linkshänderin Jeanette sind alle Kreisläufer.

## Erfolge

### Verein
- Dänischer Vizemeister 2007 und 2010
- Dänischer Meister 2009, 2011 und 2012
- Deutscher Meister 2013, 2014 und 2015
- Ungarischer Meister 2019
- DHB-Pokal 2013 und 2017
- DHB-Supercup 2012, 2014 und 2015

### Nationalmannschaft
- Juniorenweltmeister 2005
- Weltmeister 2019
- Vize-Weltmeister 2011 und 2013
- Europameister und All-Star-Team 2012
- Vize-Europameister 2014
- Olympiasieger 2016

## Bundesligabilanz
| Saison    | Verein   | Spielklasse | Spiele | Tore | 7-Meter | Feldtore |
| --------- | -------- | ----------- | ------ | ---- | ------- | -------- |
| 2012/13   | THW Kiel | Bundesliga  | 28     | 60   | 0       | 60       |
| 2013/14   | THW Kiel | Bundesliga  | 34     | 78   | 0       | 78       |
| 2014/15   | THW Kiel | Bundesliga  | 36     | 65   | 0       | 65       |
| 2015/16   | THW Kiel | Bundesliga  | 18     | 21   | 0       | 21       |
| 2016/17   | THW Kiel | Bundesliga  | 25     | 26   | 0       | 26       |
| 2017/18   | THW Kiel | Bundesliga  | 17     | 16   | 0       | 16       |
| 2012–2018 | gesamt   | Bundesliga  | 158    | 266  | 0       | 266      |